# Justino António de Freitas
Justino António de Freitas (Funchal, 13 de setembro de 1804 — Lisboa, 28 de novembro de 1865) foi um jurisconsulto e lente catedrático de Direito da Universidade de Coimbra, que se distinguiu na área do Direito Administrativo. Foi deputado, membro de varias comissões do parlamento e vogal do Conselho Superior de Instrução Pública.

## Biografia
Nasceu no Funchal, cidade onde fez os estudos preparatórios que lhe permitiram ingressar na Faculdade de Direito da Universidade de Coimbra, instituição que frequentava quando ocorreram os acontecimentos que conduziram às guerras liberais. Tendo aderido à causa liberal, com o desencadear da guerra civil foi obrigado a interromper os estudos, que retomou em 1834, obtendo o grau de licenciado em 1836 e de doutor em 1837.
Em 1840 foi nomeado lente substituto da Faculdade de Direito da Universidade de Coimbra, cargo que exerceu até 1852, ano em que foi promovido a lente catedrático. Na sua carreira académica dedicou-se ao ensino do direito administrativo, até então um ramo das ciências jurídicas pouco cultivado na Universidade de Coimbra. Foi autor de variadas publicações sobre temas jurídicos e de variada colaboração em periódicos da especialidade. Um manual que elaborou para os juízes eleitos teve sete edições.
Desde muito cedo teve envolvimento na vida política, aderindo à causa liberal ainda estudante em Coimbra. Em consequência esteve preso e foi perseguido pela facção miguelista no período que antecedeu as guerras liberais em Portugal.
Como deputado foi um orador parlamentar de grande mérito e membro activo de várias comissões parlamentares. Tomou parte no movimento revolucionário de 1846, chegando a ser membro do governo provisório constituído na sequência da Patuleia.
Para além da sua actividade académica e política, foi um afamado jurisconsulto e um distinto advogado, com relevante actividade forense. Também desempenhou o cargo de vogal do Conselho Superior de Instrução Pública, ao tempo a funcionar em Lisboa.
Foi pai do conhecido político Augusto César Barjona de Freitas.

## Obras
- Ensaio sobre as instituições de direito administrativo português] (em colaboração com Augusto Guilherme de Sousa). Coimbra, 1859.
- Manual dos Juízes Eleitos e seus Escrivães. Coimbra, 1860 (7.ª edição);
- Manual do Rendeiro. Coimbra, 1854;
- Instituições de Direito Administrativo Português. Coimbra, 1857.